# سیلتون
سیلتون (به انگلیسی: Silton) یک روستا و محله مدنی در بریتانیا است که در North Dorset واقع شده‌است. سیلتون ۱۲۳ نفر جمعیت دارد.